# LAW 80
Le LAW 80 (Light Anti-armour Weapon 80), régulièrement appelé LAW 94 dans le service britannique, est une arme antichar jetable portable utilisée auparavant par l'armée britannique et quelques autres armées.

## Historique

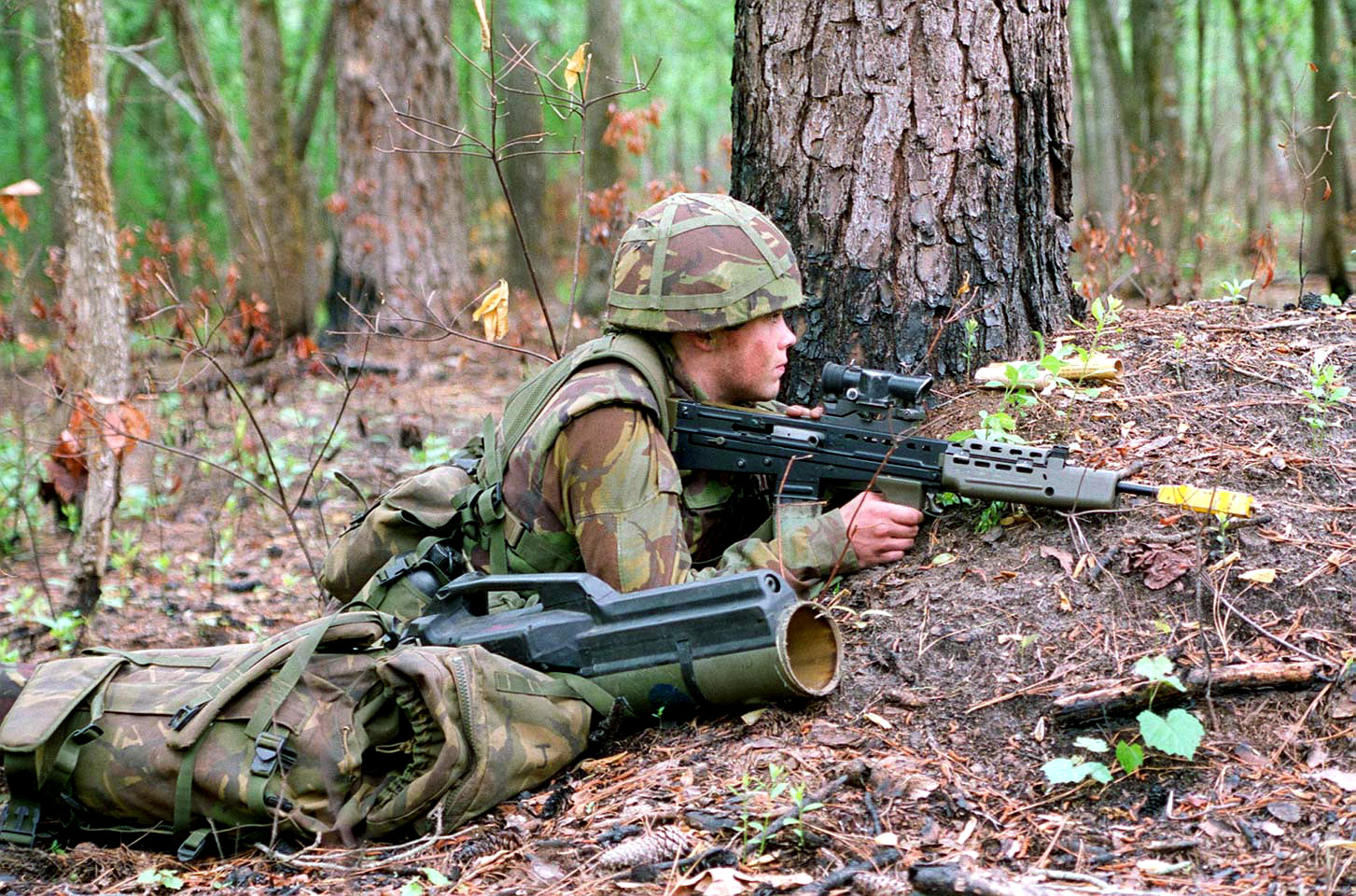
Un LAW 80 au sol en 1996 devant un fantassin britannique armée d'un fusil L85A1.

En 1971, l'armée britannique a demandé un successeur aux Carl Gustaf (Suède) et au M72 LAW A1 (États-Unis), qui avaient été utilisés jusqu'à présent. Il devait continuer d'être une arme facile d'emploi. Toutefois, la force de pénétration devrait être plus élevée.
En octobre 1977, la nouvelle arme de Hunting Engineering Ltd. a été lancée sous le nom de UK LAW (United Kingdom Light Antitank Weapon). À partir de 1982, l'arme a été construite pour des essais dans diverses compagnies.
À l'automne 1986, le ministère britannique de la Défense signe un contrat d'une valeur de 200 millions de livres sterling avec Hunting Engineering (depuis 2001 INSYS (en)) pour la fourniture de 250 000 lance-roquettes.
Elle est introduite au sein de l'armée britannique sous l'appellation LAW 80. La production totale est de 113 000 unités construites entre 1987 et 1993.

## Description
L'arme se compose d'un tube de lancement extensible avec une arme de pointage de 9 mm. Le fusil de repérage a cinq munitions et reprend la balistique de la fusée de l'arme principale. Les cartouches employées par l'arme de pointage sont assez inhabituelles, consistant en une balle traçante de 9 mm chargée dans un boîtier d'obus OTAN de 7,62 mm, avec un flan de .22 Hornet monté dans la base du plus grand boîtier, fournissant la charge propulsive. Lors du tir, le boîtier de la cartouche .22 sort de l'arrière du boîtier de 7,62 mm déverrouillant la culasse du fusil de pointage sous forme d'actionnement d'amorce.
Pour lancer la fusée, le tireur retire les grands embouts de protection et déploie l'arrière du tube de lancement, ouvre le viseur et place le levier d'armement sur « armé ». L'arme est alors en mode fusil d'observation. Pour tirer la fusée, le tireur déplace un levier de charge vers l'avant avec le pouce de la main qui tire. Le moteur-fusée brûle avant de quitter le tube de lancement, l'explosion résultante étant dirigée vers l'arrière depuis le tube de lancement. La fusée se dirige ensuite vers la cible, s'armant après avoir dépassé une certaine distance d'armement. L'ogive est une charge en forme de HEAT et peut pénétrer 700 mm de blindage homogène laminé à 90 degrés, comme cela a été enseigné aux soldats formés sur le système d'arme dans l'armée britannique, la Royal Navy (Royal Marines) et le RAF Regiment. Il a également été enseigné que le blindage réactif[réf. nécessaire] réduirait la pénétration et serait un facteur important lors de la sélection du point d'impact.

## Addermine
Addermine est un système de capteur acoustique qui utilise le LAW 80 comme mécanisme de destruction pour créer une mine antichar hors route. Il peut également être commandé jusqu'à 200 m de distance ou 2 km via une liaison optique laser.

## Utilisateurs

### Utilisateurs actuels
- Botswana[5]
- Jordanie[6]
- Sierra Leone[7]

### Anciens utilisateurs
- United Kingdom: d'abord employé au début des années 1990, remplaçant le L14A1 84 mm Carl Gustav et le M72 Light Anti-Tank Weapon, il est supprimé en faveur du AT-4 CS, du FGM-148 Javelin et du NLAW[8].